# (1608) Muñoz
(1608) Muñoz es un asteroide que forma parte del cinturón de asteroides y fue descubierto por Miguel Itzigsohn desde el Observatorio Astronómico de La Plata, Argentina, el 1 de septiembre de 1951.

## Designación y nombre
Muñoz fue designado al principio como 1951 RZ.
Más tarde se nombró en honor del astrónomo argentino F. A. Muñoz.

## Características orbitales
Muñoz orbita a una distancia media del Sol de 2,214 ua, pudiendo acercarse hasta 1,837 ua. Tiene una excentricidad de 0,17 y una inclinación orbital de 3,944°. Emplea 1203 días en completar una órbita alrededor del Sol.